# Analyte
Dans le domaine de la métrologie et plus particulièrement de la chimiométrie, un analyte (terme parfois considéré comme synonyme de composant (en chimie clinique), ou espèce chimique) est une substance ou un produit chimique constituant le centre d'intérêt d'une procédure d'analyse chimique, toxicologique ou écotoxicologique.

## Sémantique
Sémantiquement parlant, une procédure d'analyse cherche toujours à mesurer les propriétés d'un (ou plusieurs,) analyte(s) ; un analyte ne pouvant pas en tant que tel être mesuré.
À titre de comparaison, on ne peut pas réellement « mesurer » une table (ici métaphore d'un analyte) mais on mesure sa hauteur, sa largeur, son poids, son volume, sa solidité, etc.
De même, on ne « mesure » pas l'hydrogène, l'iode 131, le glucose ou l'ADN, mais des paramètres tels qu'un poids moléculaire, la radioactivité, une concentration (pour le glucose sanguin par exemple, où « glucose » est le composant et « concentration » est la propriété mesurable).
Par simplification en jargon de laboratoire, comme dans le langage profane, la « propriété » est souvent laissée de côté, surtout quand l'omission n'est pas source d'ambiguïté pour la propriété mesurée.
Cependant la méthode scientifique ayant souvent besoin de précision, le mot « analyte » peut alors permettre d'insister sur certains enjeux de l'analyse.